# Kitajski priimek
Kitajske priimke uporabljajo Kitajci Han, sinizirane etnične skupine na Kitajskem, Tajvanu, Koreji in Vietnamu in čezmorske kitajske skupnosti po vsem svetu, na primer v Singapurju in Maleziji.
Pisana kitajska imena se začnejo s priimkom, za razliko od zahoda, kjer se priimek piše na koncu. Trenutno je v rabi okoli 2000 priimkov Kitajcev Han, vendar velik del Hanov uporablja le relativno majhno število teh priimkov. Približno polovica Hanov uporablja samo 19 priimkov, medtem ko 100 priimkov uporablja približno 87 % prebivalcev. Poročilo iz leta 2019 navaja, da sta  najpogostejša kitajska priimka Vang in Li, ki si jih deli več kot 100 milijonov ljudi na Kitajskem. Preostalih deset najpogostejših kitajskih priimkov je Džang, Liu, Čen, Jang, Huang, Džao, Vu in Džov.
V starodavni Kitajski sta obstajali dve različni vrsti kitajskih priimkov, in sicer šing (kitajsko 姓, pinjin xìng) - imena klanov prednikov in ši (kitajsko 氏, pinjin shì) - imena vej. Pozneje sta se oba izraza začela uporabljati izmenično. V današnjem času se šing nanaša na priimek, ši pa se lahko nanaša na klan ali dekliški priimek. Oba izraza se lahko uporabljata tudi skupaj kot šingši za družinska imena ali priimke. Večina kitajskih priimkov (šing), ki so trenutno v rabi, je bila prvotno ši. Najzgodnejši priimki šing so se morda nasledili po materini strani, kasneje pa so se družinska imena nekaj tisočletij dedovala izključno po očetovi liniji. Kitajci morda na svoje priimke gledajo kot na del skupnega sorodstva in identitete Kitajcev Hanov.
Ženske ob poroki običajno ne spremenijo svojih priimkov, razen včasih v krajih z bolj zahodnimi vplivi, kot je Hongkong. Kitajsko priimki so bili tradicionalno eksogamni, saj so se ljudje praviloma poročali z osebami iz nesorodnih družin, se pravi z drugačnimi priimki.
Najpogostejši kitajski priimki so bili zbrani v delu Sto družinskih priimkov, napisanem v dinastiji Song. Omenjenih je več kot 400 priimkov. Izraza laobajšing (老百姓, dobesedno sto starih imen) in bajšing (百姓, dobesedno sto priimkov) v kitajskem pogovornem jeziku lahko pomenita navadni ljudje, ljudje ali preprosti ljudje.  

## Zgodovina
Kitajski priimki imajo več kot tri tisoč letno zgodovino. Kitajska mitologija sega še dlje do legendarne osebnosti Fuši s priimkom Feng, ki naj bi vzpostavil sistem kitajskih priimkov za razlikovanje različnih družin in preprečevanje porok oseb z istimi priimki.  Pred obdobjem vojskujočih se držav (5. stoletje pr. n. št.) so imele priimke le vladajoče družine in plemiška elita. 
V zgodovini je obstajala razlika med imeni klanov prednikov ali šing (姓) in imeni rodov vej teh klanov ali ši (氏). Predniki dinastije Šang, na primer, so kot šing imeli Dzi (子), njihovi potomci pa so bili razdeljeni na številne ši, vključno z Jin (殷), Song (宋), Kong (空), Tong (同) in druge. Razlika med se je začela zabrisati v obdobju vojskujočih se držav. 
Med dinastijo Čin je bila raba imen standardizirana. Preprosti prebivalci so začeli dobivati priimek ali šing. Šing je postal tudi ši. Do dinastije Han so imele družine samo šing ali šing-ši. Velika večina kitajskih priimkov Han, zdaj imenovanih šing ali šingši, ki so preživeli do sodobnega časa, ima svoje korenine v šiju in ne v starodavnem šingu.
V sodobni rabi je šing priimek, vendar je beseda ši preživela kot beseda, ki pomeni klan. Izraz ši je lahko dodan priimku osebe. Osebo s priimkom Džang, na primer, lahko namesto z njegovim polnim imenom spoštljivo ogovorimo z Džang-ši. Slednje se uporablja zlasti za očetov priimek poročene ženske. V tem primeru ši pomeni dekliški priimek, ki bi ga Kitajka uporabljala tudi po poroki.

### Šing
Starodavni šingi so bili priimki plemiških klanov. Na splošno vsebujejo "ženski" (kitajsko 女, pinjin nǚ) radikal, na primer Dži (姬), Džjang (姜), Jao (姚) in Jíng (嬴), kar velja za dokaz, da izvirajo iz matriarhalnih družb, ki so temeljile na materinskih linijah. Pismenka za šing je sestavljena iz ženskega radikala in znaka za roditi (生, šēng). Verjame se, da se je šing prvotno prenašal po ženskih, ši pa po moških plemiških linijah. Zaradi pomanjkanja prepričljivih dokazov teorija matriarhata kitajskih priimkov ni povsem prepričljiva. V starih časih se ljudje z istim  šingom niso smeli poročati med seboj, kar je veljalo tudi za aristokracijo.
Poročanje oseb z enakim šijem je bilo dovoljeno. Od dinastije Han, ko so vsi imeli šing in se je priimek prenašal po očetovi strani, se je praksa nadaljevala, vendar se je spremenila v poroke med družinami moških po očetovi strani, ne pa tudi po materini strani.

### Ši
Pred dinastijo Čin (3. stoletje pr. n. št.) je bila Kitajska večinoma fengjianska (fevdalna) družba. Ker so se fevdi podeljevali potomcem, so nastali podpriimki, znani kot ši. Rodovi s temi podpriimki so teoretično imeli istega prednika. Plemič je imel ši in šing, od katerih je bil šing pomembnejši od šija. V obdobju pomladi in jeseni se je razlika med šingom in šijem zabrisala, začenši z ženskami.
Potem ko je Čin Ši Huang leta 221 pr. n. št. združil Kitajsko, so se priimki postopoma razširili na nižje sloje. Večina do danes ohranjenih priimkov je bila prvotno ši.

### Izvor kitajskih priimkov
Knjiga Fengsu tongji (Celovit pomen navad in običajev) ki jo je okoli leta 195 napisal Jing Šao, omenja devet izvorov kitajskih priimkov: imena dinastij, posmrtna imena in naslovi, plemenski položaji, državni naslovi, uradni položaji, slogovna imena, kraji bivanja, poklici in dogodki. Sodobni poznavalci, kot je Kiang Kang-Hu, so predlagali osemnajst izvorov, medtem ko so drugi predlagali vsaj 24 izvorov.
Najpogostejši viri kitajskih priimkov so: 
- Šing je bil običajno rezerviran za osrednjo linijo starodavne kraljeve družine, pri čemer so stranske linije dobile svoj ši. Tiadicionalni opis priimkov je bil znan kot Osem velikih šingov visoke antike (上古八大姓), in sicer Džjang (姜), Dži (姬), Jao (姚), Jing i嬴), Sì (姒), Jun (妘), Gui (媯) in Ren (妊). Nekateri viri namesto Rena navajajo Dži (姞). V svoji prvotni obliki sta do danes kot pogosta priimka preživela samo Džjang in Yao.
- Ime države: številni plemiči in meščani so za priimek privzeli ime svoje države, bodisi da bi pokazali svojo lojalnost ali zaradi nacionalne in etnične identitete. Med temi priimki sta zdaj najpogostejša Vu (9. najpogostejši) in Džov (10. najpogostejši).
- Ime fevda ali rojstnega kraja: fevdi so bili pogosto podeljeni stranskim vejam aristokracije in njihova imena so postala del sistema podpriimkov. Potomci markiza Dija iz vasi Oujaang, na primer, so prevzeli priimek Oujang (歐陽). Obstaja približno dvesto primerov takšnih, pogosto dvočrkovnih priimkov, od katerih jih je preživelo bolj malo. Nekatere družine so v času dinastije Han dobile svoj priimek dobile po komendaturi, v kateri so prebivale.[16]
- Ime prednika: takšnih je približno 500 ali 600 priimkov, od tega 200 dvozložnih. Pogosto se je za priimek uporabilo vljudnostno ime prednika. Včasih so za priimke privzeli tudi častne nazive prednikov.
- Starostni položaj v družini: v starodavni rabi so se pismenke džong (仲), šu (叔) in dži (季) uporabljale za označevanje drugega, tretjega in četrtega (ali zadnjega) najstarejšega sina v družini. Za prvega sina je naziv meng (孟) pomenil otroka, rojenega sekundarni ženi ali priležnici, medtem ko je bo 伯 označeval otroka, rojenega primarni ženi. Naziva so včasih sprejeli kot priimek. Med mengi je najbolj znan  priimek filozofa Mencija.
- Uradni položaj, kot so Ši (史, zgodovinar), Dži (籍, kraljevi knjižničar), Ling (凌, mojster ledu), Cang (倉, vodja kašče), Ku (庫, upravitelj trgovin), Džjan (諫, svetovalec), Šangguan (上官, visoki uradnik), Tajši (太史, veliki zgodovinar), Džonghang (中行, poveljnik srednje kolone), Juedženg (樂正, glavni glasbenik) in med "petimi uradniki Šanga" (五官)  Sima (司馬, minister konj, podoben obrambnemu ministru), Situ (司徒, minister množic, podoben zakladniku), Sikong (司空, minister za dela, podoben ministru za infrastrukturo), Siši (司士, minister jeomenov, podoben glavnemu varuhu človekovih pravic) in Sikov (司寇, minister razbojnikov, podoben splošnemu tožilcu).
- Poklic, na primer Tao (陶, lončar), Tu (屠, mesar), Bǔ (卜, prerokovalec), Džjang (匠, obrtnik), Vu (巫, šaman) in Ču (廚, kuhar).
- Plemiški naslov, na privmer Vang (王, kralj), Hov (侯, markiz), Šjahov (夏侯, markiz Šjaja) in Gongsun (公孫, vojvodov vnuk).
- Priimki, podeljeni s kraljevim dekretom, na primer  Kuang (鄺), s katerim je cesar Šjaodzong iz Songa obdaril Kuang Jupinga, prej Fang Jupinga, potem ko je Jupingovo hčer postavil za cesarsko priležnico.[17]
- Etnične in verske skupine: nehanska kitajska ljudstva na Kitajskem so včasih prevzela imena svojih etničnih skupin kot sinizirane priimke. Med takšne spadajo priimki Hu (胡, barbar), Džin (金,  Džurčen), Man (滿, Mandžur), Di (狄, Di), Hui (回, Huj) in Murong (慕容, Šjanbej). Mnogo muslimanskih Hujev je prevzelo priimek Ma (馬), ki je zvenel podobno kot prvo zlog imena preroka Mohameda.

Mnogo priimkov se je skozi godovino iz več razlogov spremenilo.  
- Vladar je lahko podelil svoj priimek tistim, za katere je menil, da so mu izjemno služili. Cesarji v dinastiji Han, na primer, so podeljevali priimek Liu (劉), v dinastijeh Tang in Džao pa priimek Li (李).
- Drugi so se morda izogibalo uporabi imena vladarja. Ši (師), na primer, je bil spremenjen v Šuaj (帥), da bi se izognili konfliktu z imenom Sima Ši.
- Nekateri so spremenili svoj priimek morda zato, da bi se skrili pred sovražnikom. Duanmu (端木), na primer, je bil spremenjen v Mu (木 in 沐) in Gong (共) v Gong (龔).
- Priimek se je lahko spremenil tudi s poenostavitvijo pisave, npr. Mu (幕) v Mo (莫),  ali zamenjavo dveh ali več pismenk z eno samo, na primer Duangan (段干) v Duan (段).
- Priimek se je lahko spremenil zaradi napake ali nezadovoljstva z njim, na primer Ai 哀, žalost, v Džong (衷, čustvo srca).[18]

## Raba
Kitajski priimki se pišejo pred imenom:  oseba z imenom Vej (伟) iz družine Džang (张) se imenuje Džang Vej (张伟) in ne Vej Džang. Kitajke na splošno obdržijo svoj dekliški priimek in po poroki svojega imena ne spreminjajo. V sodobnem času se v nekaterih skupnostih nekatere ženske lahko odločijo, da pred svoj dekliški priimek in ime dodajo možev priimek. Kitajski priimek je patrilinearen, se pravi da se na otroke prenaša očetov priimek.  V zadnjem času se redki posamezniki odločijo uporabljati priimka obeh staršev.
Nekateri Kitajci zunaj celinske Kitajske, zlasti tisti, ki so pridobili krščansko ali zahodnjaško ime, svoj priimek postavijo na zadnje mesto.   
Zaradi različnih črkovalnih konvencij in narečij ter različnih črkovalnih preferenc v različnih državah, se lahko veliko ljudi z istim kitajskim priimkom piše drugače. Priimek Lin (林), na primer, se piše tudi Lam ali Lim. Mogoče je tudi obratno, da se različni kitajski priimki pišejo enako.